# Santa Cruz el Limón
Santa Cruz el Limón är en ort i Mexiko.   Den ligger i kommunen San Miguel Amatitlán och delstaten Oaxaca, i den sydöstra delen av landet, 210 km sydost om huvudstaden Mexico City. Santa Cruz el Limón ligger 1 623 meter över havet och antalet invånare är 338.
Terrängen runt Santa Cruz el Limón är huvudsakligen kuperad, men åt nordost är den platt. Terrängen runt Santa Cruz el Limón sluttar västerut. Runt Santa Cruz el Limón är det ganska tätbefolkat, med 96 invånare per kvadratkilometer. Närmaste större samhälle är San Lorenzo Vista Hermosa, 8,6 km nordväst om Santa Cruz el Limón. I omgivningarna runt Santa Cruz el Limón växer huvudsakligen savannskog.